# Straat Tañon
De straat Tañon is een zeestraat in de Filipijnen tussen de centraal gelegen eilanden Negros en Cebu. De straat is ruim 180 kilometer lang, varieert in breedte van 8 kilometer in het noorden tot 30 kilometer in het zuiden en vormt de verbinding tussen de Visayanzee in het noordoosten en de Boholzee in het zuidwesten. In de straat liggen diverse eilanden. Het grootste eiland is Bantayan aan de noordzijde.
De straat is een van de belangrijkste visgebieden van de regio Central Visayas.
Op 6 februari 2012 werd de straat getroffen door een aardbeving met een kracht van 6,9 op de schaal van Richter. Hierbij kwamen op het aanliggende eiland Negros ten minste 40 mensen om.